# Joana Amaral Dias
Joana Beatriz Nunes Vicente Amaral Dias Terrinca (Luanda, 13 de maio de 1973) é um psicóloga clínica e comentadora de assuntos políticos e sociais portuguesa. 
Possui licenciatura e mestrado pré-Bolonha pela Universidade de Coimbra. Foi bolseira da FCT e concluiu o doutoramento em 2025 na mesma Universidade de Coimbra, embora parte da sua investigação tenha decorrido na Universidade de Chicago. É professora convidada em diversas universidades portuguesas e estrangeiras [carece de fontes?]. É pós-graduada em Psicodrama, assim como em Terapia Familiar. É analista política desde 2002, tendo já colaborado com a SIC Notícias, a RTP, a CNN Portugal, o Diário de Notícias, o Correio da Manhã, o Sol e o Novo. Foi deputada independente pelo Bloco de Esquerda na Assembleia da República entre 2002 e 2005. Exerce psicologia na clínica fundada pelo seu pai, Carlos Amaral Dias, em Lisboa. É ativista política, escritora e autora de 8 livros e de numerosos artigos científicos e vários podcasts. É também influencer, promovendo produtos de marcas como a Prozis, da qual é "embaixadora".  
Participou regularmente em espaços de comentário nos dois principais canais da Media Capital (TVI e CNN Portugal) e no Diário de Notícias até 2025, tendo também aparições esporádicas noutros órgãos de comunicação social.
Depois de uma candidatura às legislativas de 2015 por uma coligação entre o MAS e o PTP e uma candidatura, em 2017, à Câmara Municipal de Lisboa pelo Nós, Cidadãos!, em 2024, Joana Amaral Dias foi a cabeça-de-lista do ADN, um partido considerado de extrema-direita — embora o partido rejeite esta designação —, às eleições parlamentares europeias de 2024. 
Em 2025, Joana Amaral Dias foi candidata a deputada à Assembleia da República, pelo ADN, concorrendo às eleições legislativas de 2025.
O jornal de referência Público descreveu-a em maio de 2024 como "um furacão populista difícil de encaixar".

## Carreira profissional
Filha do médico psiquiatra e psicanalista Carlos Augusto Amaral Dias (1946–2019) e da sua primeira mulher, Teresa Maria de Castro Nunes Vicente, reputada psiquiatra e psicanalista, Joana Amaral Dias é licenciada em Psicologia pela Faculdade de Psicologia e Ciências da Educação da Universidade de Coimbra, onde obteve o grau de mestre. Foi professora assistente no Instituto Superior de Psicologia Aplicada, em Lisboa. [carece de fontes?]
Participou no programa semanal Direto ao Assunto e regularmente no programa de debates Vice-Versa, ambos do canal de informação RTPN, além de ter assinado uma coluna no jornal Correio da Manhã. Aos domingos, na revista Vidas, pertencente ao mesmo jornal, escreveu sobre cinema. Foi uma das comentadoras residentes do programa Banho de Bola, d'A Bola TV.
Teve uma coluna regular política o Diário de Notícias, bem como no jornal Novo. Atualmente, é colunista do jornal Sol, no qual também apresenta o videocast Córtex Frontal.
Em 2019, estreou um programa apresentado por si no canal S+ (também conhecido como "Saúde Mais"), Sete Vidas, onde se conversava sobre "problemas mentais e dor crónica".
Em fevereiro de 2021, a analista, que era comentadora na CMTV, passou para a TVI24, que nesse mês passou por uma reformulação na sua grelha. Com a transformação deste último canal na CNN Portugal, em novembro do mesmo ano, Amaral Dias passou a estar entre o primeiro leque de comentadores sócio-políticos do franchise português da CNN. Comenta ainda regularmente na TVI, nomeadamente no programa Dois às 10, na rubrica Atualidade, onde se analisam crimes, agressões e assuntos trágicos, na qualidade de psicóloga clínica.

## Atividade política
Antiga partidária e militante do Bloco de Esquerda, foi Deputada à Assembleia da República, entre 2002 e 2005.
Em 2006, apoiou Mário Soares para as eleições presidenciais portuguesas de 2006, do qual foi Mandatária para a Juventude. Joana Amaral Dias declarou que recebeu "com gosto e entusiasmo" o convite para integrar a campanha. A aceitação do convite que levou vários dirigentes do Bloco de Esquerda a criticarem-na. 
Em 2009, Joana Amaral Dias foi convidada, através de Paulo Campos, para ser integrada nas listas do Partido Socialista por Coimbra para disputar as eleições legislativas portuguesas de 2009, tendo sido referido que havia sido também proposto uma nomeação para um instituto público em troca da sua entrada nas listas. Joana fez a denúncia e rejeitou. O convite, ele foi prontamente negado por vários dirigentes do PS, incluindo José Sócrates, Vieira da Silva e o próprio Paulo Campos, vindo várias vezes a público negar terem feito esse convite. Após Joana Amaral Dias ter confirmado que recebeu um convite por parte do PS, Paulo Campos acabou por vir a público declarar que contactou Joana Amaral Dias para saber da sua disponibilidade para integrar as listas do PS, mas negou que um convite formal tenha sido feito, tal como qualquer proposta de nomeação para um instituto público.
A 15 de maio de 2014, Joana Amaral Dias, afastada do partido BE desde 2005, acabou por se desfiliar oficialmente do Bloco de Esquerda.
A 17 de maio de 2014, foi anunciado que Joana Amaral Dias, juntamente com Jorge Sampaio, participara como oradora na Convenção Novo Rumo do Partido Socialista, a convite de António Costa.
A 2 de março de 2015, Joana Amaral Dias constitui o grupo político "Agir", que concorreu às eleições legislativas de 2015 sob a coligação AGIR — entre o PTP e o MAS — e obteve apenas 0,4% dos votos, sem eleger qualquer deputado. Esta seria a última vez que Amaral Dias se candidataria a um cargo político por partidos de esquerda.
Em 26 de junho de 2017, apresentou-se como candidata à Câmara Municipal de Lisboa, nas eleições autárquicas de 2017, pelo partido Nós, Cidadãos!, de centro-direita.
Um estudo realizado pela empresa de consultoria de comunicação Imago-Llorente & Cuenca, em parceria com a Universidade Católica Portuguesa, divulgado em março de 2015, colocou Joana Amaral Dias em nono lugar na lista dos políticos portugueses mais influentes na rede social Twitter, numa lista liderada pelo líder do partido político LIVRE, Rui Tavares.
Em meados de março de 2025, foi anunciado que se iria candidatar à Presidência da República nas eleições de 2026. Porém, uns dias depois, perante a dissolução anunciada da Assembleia da República, Amaral Dias anunciou que seria candidata "cabeça-de-lista" do ADN — embora não tenha espeficiado por que círculo eleitoral, presumindo-se, assim, que seja pelo de Lisboa — às eleições legislativas do próximo mês de maio, considerando que, "no estado em que o país se [encontrava], não seria "oportuno discutir as presidenciais" [nesse] momento".

## Outros empreendimentos
Em setembro de 2023, Joana Amaral Dias estreou-se na representação, numa adaptação da peça "Os Monólogos da Vagina".

## Controvérsias
Durante a pandemia de COVID-19, foi acusada de difundir desinformação sobre esse mesmo fenómeno, nomeadamente no que diz respeito às vacinas contra o SARS-CoV-2. Nos diferentes órgãos de comunicação social em que interveio (nomeadamente no Diário de Notícias, assim como na CMTV, numa primeira fase, e na TVI24/CNN Portugal e TVI numa fase posterior), assim como nos seus próprios perfis em diferentes redes sociais, Joana Amaral Dias propagou uma narrativa contrária ao consenso médico e científico sobre a vacinação contra o vírus que causa a Covid-19. Amaral Dias criticou também a gestão da pandemia em Portugal.
Em janeiro de 2022, Joana Amaral Dias publicou um vídeo no Instagram, em que se mostrava a ela própria e a "amigos" — incluindo Miguel Montenegro, um académico da área da psicologia e ilustrador que um ano antes (na fase mais mortal da pandemia em Portugal, durante a 3ª vaga da mesma) já tinha estado envolvido numa polémica semelhante, no restaurante lisboeta Lapo — a desrespeitarem a exigência de certificado de vacinação contra o SARS-CoV-2 num restaurante McDonald's da cidade de Lisboa, quando lhes foi perguntado por uma funcionária do referido estabelecimento se possuíam o certificado, que, a partir de determinada altura da pandemia de Covid-19 passou a ser exigido por lei em Portugal para que os clientes dos restaurante pudessem comer no interior dos mesmos. Já no fim de semana anterior, Amaral Dias tinha publicado um vídeo em que se mostrava a liderar um protesto coletivo de rua contra a exigência do certificado de vacinação contra a Covid-19.
À conta destes posicionamentos, em março de 2022 a Comunidade Cética Portuguesa nomeou Joana Amaral Dias para um dos seus prémios satíricos anuais, os Prémios Unicórnio Voador, na categoria "Grafonola", destinado "[a]os meios de comunicação e os seus agentes (imprensa, rádio, televisão)", juntamente com o comentador José Gomes Ferreira, o jornal digital Observador e o canal S+. A 1 de abril de 2022, foi revelado que Joana Amaral Dias se havia "consagrado" vencedora desse mesmo prémio, tendo recolhido 45,66% dos votos dos leitores do site da Comunidade Céptica Portuguesa, num evento digital que também "premiou" Kátia Aveiro, Rui Fonseca e Castro e Fernando Nobre, todos eles negacionistas da pandemia de Covid-19. Já no fim de 2021, o humorista português Guilherme Duarte levou a cabo, no seu site, os Prémios Por Falar Noutra Coisa, com nomeados eleitos por si, sendo que os vencedores destes prémios satíricos foram votados pelos visitantes do site. Joana Amaral Dias ficou no terceiro lugar, entre cinco personalidades, na categoria Chalupa do Ano, categoria cujo vencedor foi Rui Fonseca e Castro. Em 2025, Amaral Dias voltou a ser a eleita na categoria "Grafonola", desta vez conjuntamente com o jornal Sol — no qual é cronista - 
Em relação ao tema do clima, ao reagir aos recordes de temperatura atingidos durante a onda de calor de Londres em 2022, Joana escreveu no NOVO que historicamente haviam sido atingidas temperaturas mais elevadas, nomeadamente 162°F (72ºC) e 155°F (68ºC), em junho de 1885 e julho de 1886, respetivamente. Não é claro de onde a colunista obteve esses valores, tendo em conta que seriam mais elevados que qualquer temperatura atmosférica mais alta alguma vez registada na Terra: 134ºF (56.7ºC).
Em março de 2023, e na sequência do tiroteio na escola The Covenant, em Nashville, partilhou numa story do seu perfil no Instagram uma captura de ecrã de uma story de uma outra pessoa em que, para além da pessoa que foi autora do tiroteio em Nashville, se listavam mais quatro pessoas que teriam praticado o mesmo tipo de crime, sendo duas delas apresentadas como trans e a outra como não-binária. Esta atitude de Joana Amaral Dias foi denunciada pelo influencer Diogo Faro e pelo ator Manuel Moreira como sendo transfóbica. De igual modo, a 2 de setembro de 2023, Joana Amaral Dias escreveu na sua página do X que "até há pouco tempo, um pai que levasse o seu filho a um show travesti arriscava-se a perder a guarda da criança. Agora estamos quase no- quem não levar o seu filho a um show trans arrisca-se a perder a guarda da criança", utilizando uma narrativa de pânico moral muito utilizada desde a década de 2010 pela alt right e pelos neoconservadores. No mesmo mês de setembro, partilhou um excerto de uma participação sua no programa matinal de entretenimento Dois às 10, da TVI, no X, comentando o seguinte: "Não existem transexuais. Só transgéneros, travestis, etc." À conta destas afirmações — e de outras relacionadas —, foi criticada por vários utilizadores daquela rede social. A 8 de outubro de 2023, na sua coluna do Diário de Notícias, comentou a vitória de Marina Machete no concurso Miss Portugal desse ano, afirmando que "[um] homem disfarçado de mulher" tinha ganho o concurso", que "[não] existem transexuais pela simples razão de que só existem dois sexos biológicos, genéticos e imutáveis" e que "a invasão dos homens nas esferas das mulheres [é] machismo, patriarcado, opressão". À conta disto, o site de temática LGBT+ Esqrever apelidou Amaral Dias de "a nossa TERF-mor portuguesa"; de igual modo, a associação Humanamente considerou o artigo de Amaral Dias constitui um "crime de transfobia" e que o mesmo seria "digno de um processo jurídico", exigindo a demissão da tudóloga do seu lugar de comentário na TVI, e afirmando também que "Joana Dias como psicóloga (…) parece mais preocupada com cromossomas e células do organismo do que propriamente com aquilo que envolve a sua área de estudo". Mais tarde, Amaral Dias revelou ter sido alvo de ameaças por ter feito estes comentários, incluindo ameaças de morte aos seus filhos.
Em março de 2025, Amaral Dias voltou a ser nomeada para os prémios satíricos Unicórnio Voador, novamente na categoria "Grafonola", desta vez em conjunto com o jornal Sol, por ter escrito que “as vacinas covid matam 14 vezes mais do que salvam”, baseando-se no estudo de alguém que ela afirmou ser “um cientista de topo”, estudo esse alegadamente "publicado numa «conceituada revista» científica". Segundo a Comunidade Cética Portuguesa, "[n]a realidade, o estudo foi produzido por ativistas antivacinas sem formação na área, publicado numa revista sem padrões mínimos de qualidade e retratado por várias falsidades". Amaral Dias e o Sol acabaram por vencer o prémio satírico, "derrotando" o jornal i e os youtubers Windoh e David GYT.  

## Vida pessoal
Casou com Paulo José Ferreira dos Santos Monteiro, do qual se divorciou e com o qual gerou um filho: 
- Vicente Amaral Dias dos Santos Monteiro (nascido em 1995)

Com Pedro Pinto — com quem casou em 2022 —, tem dois filhos: 
- Luz Amaral Dias Pinto (nascido em fevereiro de 2016)[61]
- Diniz Amaral Dias Pinto (nascido em 2017).[62]

## Obras
- Maníacos de Qualidade: Portugueses ilustres na consulta com um psiquiatra. Lisboa: A Esfera dos Livros, 2010.
- Contos pouco políticos (com outros autores). Porto: Porto Editora, 2010.
- Portugal a Arder. Objectiva, 2011.
- O Cérebro da Política: Como a personalidade, emoção e cognição influenciam as escolhas políticas. Lisboa: Edições 70, 2014.
- Sonhos Públicos: O imaginário colectivo em 100 filmes do século XXI. Lisboa: Dom Quixote, 2018.
- Psicopatas Portugueses: 13 histórias de morte, perversão e horror. Lisboa: Oficina do Livro, 2019.
- Dilúvio Sem Deus: As grandes cheias do Tejo de 1967. Lisboa: Oficina do Livro, 2020.
- Psicopatas Portugueses, Livro Segundo: +13 Casos de Morte, Perversão e Horror. Lisboa: Oficina do Livro, 2022.

## Resultados Eleitorais

### Eleições legislativas
| Data | Partido  | Partido        | Círculo eleitoral | Posição     | Cl.    | Votos         | %             | +/-        | Status     | Notas                              |
| ---- | -------- | -------------- | ----------------- | ----------- | ------ | ------------- | ------------- | ---------- | ---------- | ---------------------------------- |
| 2002 |          | BE             | Lisboa            | ?.ª (em 48) | 5.º    | 53 038        | 4,65 / 100,00 |            | Não eleita | Assumiu o mandato em rotatividade. |
| 2005 | Santarém | BE             | 1.ª (em 10)       | 5.º         | 16 592 | 6,53 / 100,00 |               | Não eleita |            |                                    |
| 2015 |          | AGIR (PTP.MAS) | Lisboa            | 1.ª (em 47) | 11.º   | 5 026         | 0,44 / 100,00 |            | Não eleita |                                    |
| 2025 |          | ADN            | Lisboa            | 1.ª (em 48) | 9.º    | 15 415        | 1,21 / 100,00 |            | Não eleita |                                    |

### Eleições autárquicas

#### Câmara Municipal
| Data | Partido | Partido | Concelho | Posição     | Cl. | Votos | %             | +/- | Status     | Notas |
| ---- | ------- | ------- | -------- | ----------- | --- | ----- | ------------- | --- | ---------- | ----- |
| 2017 |         | NC      | Lisboa   | 1.ª (em 17) | 7.º | 1 497 | 0,59 / 100,00 |     | Não eleita |       |

#### Assembleia Municipal
| Data | Partido | Partido | Concelho | Posição     | Cl. | Votos | %             | +/- | Status     | Notas |
| ---- | ------- | ------- | -------- | ----------- | --- | ----- | ------------- | --- | ---------- | ----- |
| 2017 |         | NC      | Lisboa   | 1.ª (em 51) | 9.º | 1 383 | 0,55 / 100,00 |     | Não eleita |       |

### Eleições europeias
| Data | Partido | Partido | Posição     | Cl. | Votos   | %             | +/- | Status     | Notas |
| ---- | ------- | ------- | ----------- | --- | ------- | ------------- | --- | ---------- | ----- |
| 2004 |         | BE      | 8.ª (em 24) | 4.º | 167 036 | 4,92 / 100,00 |     | Não eleita |       |
| 2024 |         | ADN     | 1.ª (em 21) | 8.º | 54 120  | 1,37 / 100,00 |     | Não eleita |       |